# Lastnič
Lastnič je naselje u slovenskoj Općini Podčetrtku. Lastnič se nalazi u pokrajini Štajerskoj i statističkoj regiji Savinjskoj. 

## Stanovništvo
Prema popisu stanovništva iz 2002. godine naselje je imalo 161 stanovnika.